# Bukit Timah
Bukit Timah (chiń. upr. 武吉知马; pinyin Wǔjízhīmǎ; tamil. புக்கித் திமா; malajski Bukit Timah; ang. Bukit Timah) – dzielnica, park i najwyższe wzniesienie państwa-miasta Singapur o wysokości 163,63 metrów nad poziomem morza. Położone w południowej części wyspy.